# Blanchardiscus
Blanchardiscus is een geslacht van vliesvleugeligen uit de familie Encyrtidae. De wetenschappelijke naam van dit geslacht is voor het eerst geldig gepubliceerd in 1964 door De Santis.

## Soorten
Het geslacht Blanchardiscus omvat de volgende soorten:
- Blanchardiscus pollux Noyes, 2004
- Blanchardiscus scutellaris De Santis, 1964